# Naiad Press
Naiad Press était une maison d'édition américaine créée en 1973 et fermée en 2003, consacrée à la littérature à thématique lesbienne. C'est l'une des premières maisons d'édition américaines à avoir publié des ouvrages sur ce thème.

## Histoire
Naiad Press est fondée en 1973 par Barbara Grier et sa compagne Donna McBride, toutes deux bibliothécaires de formation, qui s'associent avec l'avocate et romancière Anyda Marchant et la compagne de celle-ci, Muriel Crawford, pour réunir les fonds nécessaires au lancement de l'entreprise (elle démarre avec un budget de 2 000 dollars). Le but de Barbara Grier est de permettre aux lesbiennes, où qu'elles soient et quel que soit leur niveau d'éducation, d'avoir accès à une littérature évoquant leur vie. Le premier livre publié par Naiad Press est The Latecomer que Marchant publie sous le pseudonyme de Sarah Aldridge (en).
En 2003, Barbara Grier et Donna McBride prennent leur retraite et vendent le fonds de Naiad Press à l'éditeur Bella Books.

## Publications
Naiad Press publie de nombreuses autrices lesbiennes qui deviennent célèbres par la suite, comme Katherine V. Forrest, Sarah Schulman, Karin Kallmaker (en) ou Claire McNab. Naiad Press est surtout connue pour ses histoires d'amour et ses polars, ce qui lui vaut d'être comparée (en mal) aux éditions Harlequin (connues pour la publication de romans à l'eau de rose) ; Grier répond à ces critiques en expliquant qu'elle cherche à atteindre les lesbiennes de l'Amérique moyenne qui ne vivent pas leur sexualité ouvertement, mais qui n'en méritent pas moins de lire des livres sur leur vie.
Naiad Press réinvestit une partie de ses gains en publiant des ouvrages universitaires et des rééditions de classiques qui ne sont pas rentables. Naiad Press publie ainsi des autrices dont les livres sont épuisés depuis longtemps à ce moment-là, comme Jane Rule ou Gale Wilhelm ; elle réédite aussi la traduction des poèmes de Renée Vivien et celle du poème Lifting Belly de Gertrude Stein et des classiques américains comme The Price of Salt de Patricia Highsmith ou la série des Beebo Brinker d'Ann Bannon.
En 1985, Naiad Press publie un recueil de témoignages, Lesbian Nuns: Breaking Silence (Ma sœur, mon amour). Réuni par Rosemary Curb et Nancy Manahan, il se compose d'une cinquantaine de témoignages de religieuses parlant de leurs relations amoureuses avec d'autres religieuses : l'ouvrage fait scandale à sa parution.

## Autrices
- Sarah Aldridge (en)
- Ann Bannon
- Katherine V. Forrest
- Barbara Grier
- Karin Kallmaker (en)
- Lee Lynch (en)
- Claire McNab
- Isabel Miller
- Jane Rule
- Valerie Taylor
- Gale Wilhelm